# Kurt Gödel
Kurt Gödel (28 tháng 4 năm 1906 – 14 tháng 1 năm 1978) là một nhà toán học và logic học nổi tiếng người Áo, người đã được tờ tạp chí danh tiếng Time bình chọn là một trong 100 người có tầm ảnh hưởng nhất thế kỷ 20.
Ông là tác giả của một định lý nổi tiếng trong toán học: "Định lý bất toàn" (incompleteness theorem), là một định lý được giới khoa học so sánh với thuyết tương đối của Einstein và nguyên lý bất định của Heisenberg. Định lý này khẳng định rằng bất kì một hệ tiên đề hình thức độc lập nào đủ mạnh để miêu tả số học cũng hàm chứa những mệnh đề không thể khẳng định mà cũng không thể phủ định. Được chứng minh vào năm 1930 và công bố một năm sau đó, định lý này đã đập tan niềm tin tuyệt đối của các nhà toán học vào sức mạnh của các công cụ hình thức vốn được đề xuất bởi David Hilbert và các cộng sự nhằm loại bỏ những mâu thuẫn và nghịch lý ra khỏi toán học.

## Tiểu sử

### Thời trẻ
Ông sinh ngày 28 tháng 4 năm 1906 tại Brünn, một trung tâm công nghiệp của Đế quốc Áo-Hung (nay là thành phố Brno của Cộng hòa Séc).

### Tại Princeton
Ông giảng dạy toán học ở Đại học Princeton (Hoa Kỳ) từ năm 1953.

Gödel và Einstein tại IAS (1950)

### Cuối đời
Ông sống rất sạch sẽ, thậm chí có tin đồn rằng ông mất năm 1978 vì ông sợ không dám ăn thức ăn trong bát đĩa mà ông nghi là chưa sạch. Gödel mắc bệnh hoang tưởng, luôn nghi ngờ có người âm mưu, đầu độc ông.

## Tác phẩm
- Über formal unentscheidbare Sätze der Principia Mathematica und verwandter Systeme, Monatshefte für Mathematik und Physik, vol. 38 (1931)  Lưu trữ ngày 5 tháng 7 năm 2006 tại Wayback Machine
- The Consistency of the Axiom of Choice and of the Generalized Continuum Hypothesis with the Axioms of Set Theory. Princeton University Press, Princeton, NJ. (1940)
- Rotating Universes in General Relativity Theory  (1950)